# مارك غاغنهايم
مارك غاغنهايم (بالإنجليزية: Marc Guggenheim)‏ هو مخرج منفذ وكاتب سيناريو أمريكي، ولد في 24 سبتمبر 1970 في لونغ آيلند في الولايات المتحدة.

## وصلات خارجية
- مارك غاغنهايم على موقع IMDb (الإنجليزية)
- مارك غاغنهايم على موقع ميتاكريتيك (الإنجليزية)
- مارك غاغنهايم على موقع روتن توميتوز (الإنجليزية)
- مارك غاغنهايم على موقع قاعدة بيانات الأفلام العربية
- مارك غاغنهايم على موقع ألو سيني (الفرنسية)
- مارك غاغنهايم على موقع تيرنر كلاسيك موفيز (الإنجليزية)
- مارك غاغنهايم على موقع أول موفي (الإنجليزية)
- مارك غاغنهايم على موقع قاعدة بيانات الأفلام السويدية (السويدية)
- مارك غاغنهايم على موقع قاعدة بيانات الفيلم (الإنجليزية)
- مارك غاغنهايم على موقع كينوبويسك (الروسية)